# Jehu
För andra betydelser, se Jehu (olika betydelser).

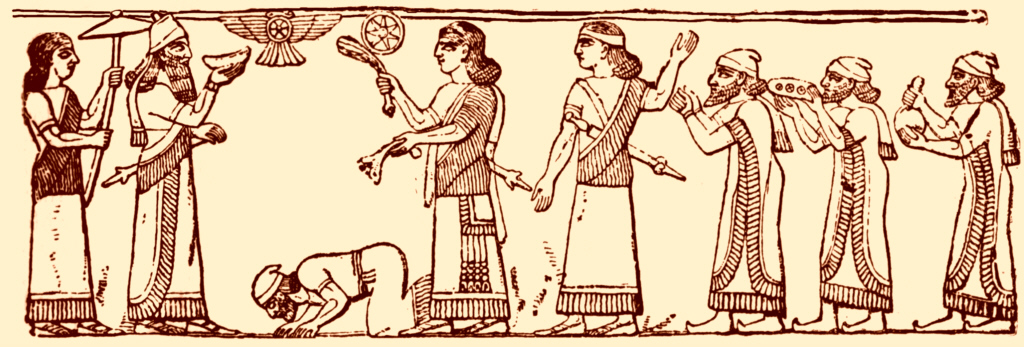
Kung Jehu bugar för kung Salmanassar III.

Jehu var kung av Israel ca 842–815 f.Kr. Han förekommer främst i assyriska källor. För bibliska referenser se till exempel 1 Kung 16, 1 Kung 19 och 2 Kung 9. 
Israels kung Omri 884 - 873 f.Kr, den styrande dynastins grundare, hade tillsammans med Jehu och med hjälp av en allians med fenicierna lett Israel (även känt som det norra kungadömet) till dess militära och politiska höjdpunkt. Detta ledde till synkretism vilket skapade motsättningar i riket. Under Omris son Ahab och dennes son Joram var Jehu befälhavare för stridsvagnar vid fronten mot Damaskus och Assyrien. När Ahab dog blev Joram kung. Jehu deltog sedan tillsammans med profeten Elia i en revolt mot Omridynastin och grundade en egen dynasti. Efter maktövertagandet bröts alliansen med fenicierna och Israel blev tributskyldigt till kung Salmanassar III:s Assyrien. Den svarta obelisken på British museum visar hur Jehu underkastar sig Salmanassar.
Hans vilda sätt att fara fram i stridsvagn har gett upphov till talesättet "fara fram som ett jehu", ursprungligen löd det dock "fara fram som Jehu" med tydligare koppling till namnet.
Jehu efterträddes på tronen av sin son, Joachas.